# نويل وارد
نويل وارد (بالإنجليزية: Noel Ward)‏ (8 ديسمبر 1952 في المملكة المتحدة - ) هو لاعب كرة قدم بريطاني في مركز الدفاع. لعب مع بورتاداون وديري سيتي ونادي أبردين وويغان أتلتيك.